# Acygnatha nigripuncta
Acygnatha nigripuncta là một loài bướm đêm trong họ Noctuidae.